# U-Bahn Astana
Die Metro Astana, auch Astana LRT (Light Rapid Transit) ist die sich zurzeit in Planung und teilweise im Bau befindliche U-Bahn der kasachischen Hauptstadt Astana. Nach Stilllegung des O-Bus-Betriebes Ende 2009 soll sie in Zukunft die Hauptlast des öffentlichen Personennahverkehrs tragen. Im Endzustand soll das 3 Linien umfassende System dem Bevölkerungswachstum (bis ca. 2030 werden über 1 Million Einwohner erwartet) und der wachsenden wirtschaftlichen Bedeutung Rechnung tragen.
Das Gesamtliniennetz besitzt eine Länge von ca. 60 km. Die dafür veranschlagten Kosten belaufen sich auf ca. 1,5 Mrd. Euro.
Astana LRT wird nach der ersten U-Bahn Kasachstans in Almaty und der Metro in Taschkent das dritte innerstädtische Schnellverkehrssystem in Zentralasien sein.

## Verkehrssystemauswahl
In der Variantenauswahl hat sich eine Metro mit eher geringer Kapazität – sie soll auf Straßenniveau und aufgeständert geführt werden – gegen alternative Transportsysteme, wie z. B. eine Hochleistungs-Metro oder eine aufgeständerte Einschienenbahn, durchgesetzt.

## Bauabschnitte
Die ersten beiden Bauabschnitte der Linie 1 sollten zwischen 2011 und 2014 realisiert werden:
Bauabschnitt 1 (August 2011 – Dezember 2013): Vom Flughafen kommend über den Prospekt Kabanbei Batyra, Syganjak Straße zum Hochhauskomplex Abu Dhabi Plaza:
- Länge: 16,39 km

- Anzahl der Haltestellen: 8

Bauabschnitt 2 (2012–2014): Abu-Dhab-Square – Ischim – Prospekt Turan – Saryarka Straße – Potanin Straße – Sataewitsch Straße – Goethestraße – Hauptbahnhof:
- Länge: 7,85 km

- Anzahl der Haltestellen: 6

- Brücken: 1

- teilweise aufgeständerte Linienführung

Bauabschnitt 3: Hauptbahnhof – Goethestraße – Prospekt Respublika – Prospekt Bogenbei – Walichanowa Straße – Kenesary Straße – Abylri Chana – B. Momyschyly Straße – Tauelsysdik Straße – Straße Nr. 39A – Ischim – Syganjak Straße – Abu-Dhab-Square:
- Länge: 17,57 km

- Anzahl der Haltestellen: 13

- Brücken: 1

- teilweise aufgeständerte Linienführung

Linie 2: Verbindung zwischen der Straße Syganjak im südlichen Teil des Regierungsviertels zum Prospekt Abylei Khan mit Weiterbau zur Bahnhof Sorokowaja (Eisenbahnbezirk)
- Länge: 12,6 km

Linie 3: Verlängerung hinaus von der Kreuzung Prospekt Kabanbai Batyra/Beibischilik über den Prospekt Kabanbai Batyra – Tlengiewa Straße zum Wohngebiet „Koktal“ im Westen der Stadt
- Länge: 7 km

Neuere Pläne sehen zunächst ausschließlich den Bau der ersten Linie zwischen dem Flughafen und dem Hauptbahnhof vor, wobei die Anzahl der Stationen reduziert wurde.
Bislang ist das Projekt jedoch nicht abgeschlossen, und der öffentliche Nahverkehr zwischen Flughafen und Bahnhof wird weiterhin hauptsächlich durch Busse (z. B. Linie 10) abgedeckt.

## Betriebliche Durchführung
Das teilweise in Hochlage ausgelegte Netz soll zu einer zusätzlichen Sehenswürdigkeit der Stadt heranwachsen. Die Leistungsfähigkeit ist auf 10.000 Fahrgäste pro Stunde ausgelegt. Die prognostizierte Durchschnittsgeschwindigkeit beträgt nicht weniger als 25 km/h. Insgesamt ist eine Betriebsführung in einem 7/8-Minuten-Takt oder in kürzeren Zeitintervallen geplant. Den geänderten Planungen zufolge wird die Metro in der in Kasachstan üblichen Breitspurweite (1520 mm) ausgeführt. Der Abstand zwischen zwei Haltestellen beträgt zwischen 550 und 770 m und ist somit wesentlich geringer als bei Stadtschnellbahn- oder Metrosystemen.

## Fahrzeuge und technische Ausstattung
Die Fahrzeuge, die technische Ausstattung des LRT, das Fahrgastinformationssystem und Fahrkartenverkaufssystem sollten ursprünglich vom französischen Eisenbahnproduzenten Alstom geliefert werden. Vorgesehen war zunächst die Lieferung von 12 mehrteiligen Gelenkfahrzeugen vom Typ „Citadis“. Insgesamt sollten 49 Bahnen auf der Linie 1 zum Einsatz kommen. Die Triebwagen sollten entsprechend den klimatischen Bedingungen angepasst sein.
- Weite: 2,50 m

- Länge: 31,5 m

- Kapazität: 250 Fahrgäste (davon 39 Sitzplätze)

Im Jahr 2023 wurde bekanntgegeben, dass stattdessen bei CRRC Tangshan insgesamt bis zu 19 Züge bestellt wurden, wobei zur Betriebsaufnahme des ersten Abschnitts zunächst fünf Züge geliefert werden und die Fahrzeuge für einen fahrerlosen Betrieb nach Automatisierungsstufe GoA 4 ausgestattet sein sollen.
Das Depot entsteht südlich vom Einzelhandelszentrum Khan Shatyr in Höhe der Straße Nr. 23.

## Bau
Mit dem Bau der Strecke wurde das kasachische Unternehmen Almaty Invest Stroie Project beauftragt. Das Unternehmen zeigt sich verantwortlich für den Tiefbau, inklusive Straßen, Gebäude, Haltestellen, Brücken und Viadukte. Der Bau der Strecke wurde im Jahr 2017 begonnen, allerdings 2019 aufgrund von Problemen bei der Finanzierung sowie aufgrund eines Korruptionsskandals wieder eingestellt. Der Bau wurde 2023 wieder aufgenommen und die Inbetriebnahme des ersten Abschnitts wird in der zweiten Hälfte des Jahres 2025 erwartet.

## Finanzierung
Das Projekt wird in einem PPP-Kooperationsmodell sowohl von privaten als auch von öffentlichen Anteilseignern finanziert. Für den ersten Bauabschnitt der Linie 1 stellte die Stadt Astana 24,3 Mio. Euro und die föderale Regierung 64,7 Mio. Euro bereit. Der zweite Bauabschnitt wird über Gelder der föderalen Regierung und der Asiatischen Entwicklungsbank finanziert. 2017 gewährte die China Development Bank ein zinsgünstiges Darlehen in Höhe von bis zu 1,9 Mrd. US-$ für den Bau, wobei das Darlehen aufgrund von Bedenken seitens des Darlehensgebers wieder zurückgezahlt werden musste. 2019 wurde ein Korruptionsskandal aufgedeckt, bei dem durch Auftragsvergaben zu überhöhten Kosten ein Schaden von 5,8 Mrd. Tenge entstand, was 2021 zur Verurteilung von sieben Beteiligen zu Freiheitsstrafen von bis zu 10 Jahren führte. Seit der Wiederaufnahme der Planungen im Jahr 2022 wurden seitens der föderalen Regierung im Jahr 2022 20 Mrd. Tenge (ca. 45 Mio. US-$) sowie 2023 50 Mrd. Tenge (112 Mio. US-$) für den Bau gewährt, wobei die Gesamtkosten für den Bau der Strecke auf 577 Mio. US-$ geschätzt werden.